# Ottofeld
Ottofeld war ein Ortsteil der Gemeinde Windeck in Nordrhein-Westfalen. 

## Lage
Der Hof auf dem Leuscheid lag östlich von Herchen in Alleinlage am sogenannten Lichweg.

## Geschichte
Ottofeld gehörte zum Kirchspiel Herchen und zur Bürgermeisterei Herchen.
1845 war der Hof noch nicht gegründet. 1888 war er im Ortsregister mit drei Bewohnern verzeichnet.
Wann der Hof aufgegeben wurde, ist nicht bekannt, 1910 gibt es ihn nicht mehr im Register.